# Ctenopelma albidum
Ctenopelma albidum là một loài tò vò trong họ Ichneumonidae.